# Battaglia di Samarra (1733)
La battaglia di Samarra del 1733 fu lo scontro decisivo tra due grandi generali, il persiano Nadir e l'ottomano Topal Osman, il cui esito portò alla fine dell'assedio di Baghdad, mantenendo il governatorato di Baghdad sotto il controllo di Istanbul. Il contrasto armato tra i due colossi fu molto duro con un totale di circa 50 000 uomini persi tra i due eserciti, cifra che ad ogni modo provò molto gli ottomani. Oltre a decidere il fato di Baghdad, la battaglia fu l'unica sconfitta di Nadir sul campo di battaglia, che nell'occasione subì un'umiliazione senza precedenti dalle mani di Topal Pasha, che poi venne ucciso nella battaglia di Agh-Darband.

## L'assedio di Baghdad e l'arrivo di Topal Pasha
Nadir aveva assediato Baghdad con una forza di 100 000 soldati. Costruendo un sistema di torri e trincee attorno alla città, i persiani avevano posto Baghdad in una morsa di ferro ed Ahmad Pasha aveva più volte considerato la resa. Quando iniziarono i negoziati, Ahmad Pasha ebbe la notizia che il più grande generale dell'impero, Topal Osman Pascià, era stato nominato comandante in capo di un'armata di 80 000 uomini (giannizzeri di alta qualità e sipahi) con 80 cannoni, e che stava marciando a nord verso Baghdad.
Topal Osman era un nemico che Nadir non aveva mai affrontato direttamente sul campo ed era radicalmente diverso dai suoi nemici tradizionali. Lasciando 12 000 uomini all'assedio, Nadir marciò a nord verso Samarra con 70 000 uomini e una dozzina di cannoni.

### Difficoltà a Baghdad
Nadir aveva iniziato a deviare le riserve d'acqua di Baghdad nella speranza di fare ulteriore pressione sugli abitanti che a loro volta avrebbero fatto pressione su Ahmad Pasha e l'avrebbero spinto a cedere all'assedio nemico. Questo progetto ad ogni modo era fallito anche se già diversi civili e militari nella città erano morti a causa di questo blocco delle risorse.
L'artiglieria persiana, per quanto potente, era artiglieria da campo e quindi non adatta a colpire le fortificazioni della città. L'unica speranza di catturare la città era dunque una privazione prolungata dei rifornimenti dei suoi abitanti, cosa resa difficile dal fatto che il governatore della città aveva preventivamente accumulato una gran quantità di rifornimenti all'interno delle mura.

### Topal Osman
Topal Osman era stato cresciuto in Anatolia pur essendo originario del Peloponneso, della penisola di Morea. Egli entrò al servizio del sultano ancora giovane ed all'età di 24 anni aveva già raggiunto il rango di Beylerbey. Venne quindi inviato in Egitto ma la sua nave venne attaccata durante il viaggio ed egli venne portato a Malta come prigioniero. Riscattato e rilasciato, prese parte successivamente alla Campagna del fiume Pruth, che vide Pietro il Grande battuto decisamente dagli ottomani, e poi alla guerra con Venezia dove si distinse particolarmente, a tal punto da ottenere il titolo di Pasha.
Topal raggiunse poi il rango di Gran Visir dell'Impero ottomano, sebbene mantenne tale titolo solo per sei mesi in quanto venne cacciato per ragioni politiche dalla capitale. Venne quindi nominato saraskar dell'esercito ottomano (generale) ed inviato a contrastare il persiano Nadir ed a settant'anni venne inviato negli eyalat di Trebisonda e Tiflis come governatore. Egli è ricordato ancora oggi soprattutto come formidabile oppositore di Nadir di eguale forza ed esperienza che mostrò al comandante persiano che nessun uomo è invincibile.

## La battaglia di Samarra
Topal mise subito sul campo le sue abilità. Per provocare un attacco bellico di Nadir egli indebolì la sua avanguardia e la sua retroguardia ma durante la notte decise di rinforzarle a sorpresa. Nadir inviò un grande corpo di cavalleria ad assaltare il fianco ottomano ma venne battuto dai turchi che erano in gran numero e che impiegarono anche l'artiglieria contro i persiani. Nadir decise di portare il grosso del suo esercito con circa 50 000 ad un assalto frontale contro i turchi. Dopo un intenso scontro, gli ottomani vennero sospinti verso i loro accampamenti e diversi loro cannoni caddero nelle mani dei persiani. Fu a questo punto che le cose per i turchi sembrarono peggiorare ulteriormente: 2000 curdi dell'armata ottomana abbandonarono l'esercito di Topal Osman, ma questi fu in grado di provvedere altri 20 000 soldati della riserva che riuscirono infine a respingere indietro i persiani e persino a riprendere i cannoni persi in precedenza.

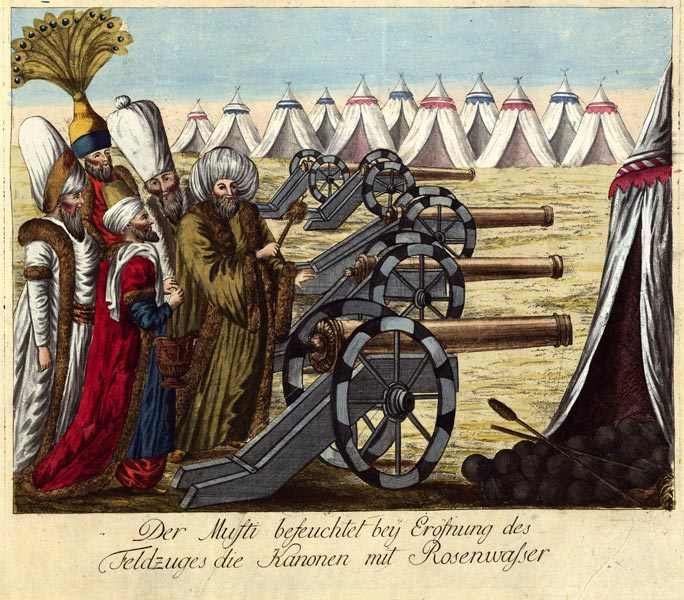
Artiglieria ottomana.

La battaglia continuò con continue conquiste e perdite da ambo i lati sino a mezzogiorno. Per la splendida posizione dell'esercito ottomano prescelta da Topal Pasha per i suoi uomini egli aveva accesso alle acque del fiume Tigri mentre i persiani iniziarono sempre più a rimanere senza rifornimenti adeguati mentre ancora procedeva la battaglia. Nadir subì inoltre il tradimento di un contingente arabo delle sue truppe ed il tutto culminò nel peggio anche per le invincibili armate di Nadir.
Nemmeno la riserva di 12 000 uomini della cavalleria abdalide poté spezzare la linea dei giannizzeri, spingendo tutti in un vortice di sangue che fu la battaglia di Samarra. Quando il suo esercito iniziò a disgregarsi sotto tale pressione, Nadir prese il cavallo e si pose personalmente a incoraggiar i suoi uomini impugnando la spada, cercando addirittura di uccidere un cavaliere ottomano con una lancia ma venne abbattuto dal suo cavallo nella violenta lotta. Tra i ranghi persiani iniziò a diffondersi la falsa notizia della morte del generale in battaglia e questo demoralizzò tutti quanti ancor di più. Dopo 9 ore di combattimenti i persiani iniziarono a ritirarsi verso sud e non poterono avere la meglio. Nadir subì la prima sconfitta monumentale della sua carriera.

## Conseguenze
I persiani persero quasi metà delle loro forze inclusi tutti i pezzi d'artiglieria: 30 000 tra morti e feriti con altri 3500 catturati (500 di loro vennero giustiziati a sangue freddo). Gli ottomani ad ogni modo subirono molte perdite durante la battaglia. La vittoria, malgrado il peso che ebbe su entrambi gli schieramenti, portò alla fine dell'assedio di Baghdad ed Ahmad Pasha coi suoi uomini salutò con gioia il trionfo di Topal Pasha a nord, respingendo gli ultimi persiani rimasti a fronteggiare il nemico. Il 24 luglio 1733 Topal Osman Pascià marciò coi suoi uomini verso Baghdad.